# Муфта (одяг)

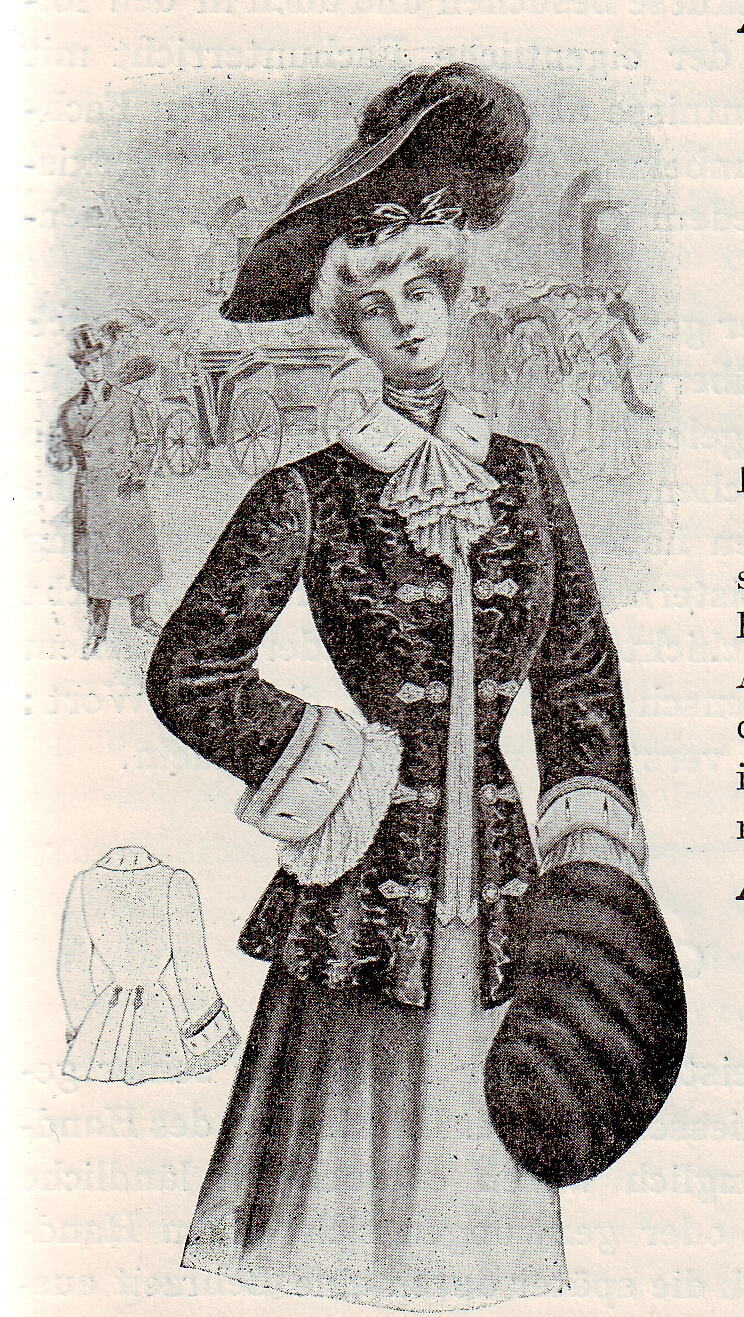
Жінка з муфтою, малюнок початку XX сторіччя

Муфта (нід. mouwtje; від mouw, «рукав») — елемент теплого верхнього одягу, що має вигляд порожнистого циліндра із хутра або товстої тканини (часто багатошарової), всередину якого ховають руки, вставляючи в бічні отвори. Деякі муфти мають мотузочки — довгі (щоб закидати за шию) або короткі (щоб можна було повісити муфту на гачок). Конструкція муфти часто включає кишеню, яку використовують як гаманець.
Муфти відомі в ренесансній Італії з другої половини XV століття. При дворі герцога Феррари ще в 1475 році згадується maneza (назва муфти на феррарському діалекті еміліано-романьйольської мови) з підкладкою з хутра ягняти.
Муфти ведуть походження від рукавів особливої форми, на що вказують назви муфти італійською та французькою мовами: італ. manicotto (від manica «рукав») і фр. manchon (від manche «рукав») відповідно. На початку XVI століття муфта стала популярною серед заможних людей в інших країнах Європи, особливо у Франції (в цей період частина територій Італії увійшла до складу Франції в результаті Франко-іспанських воєн за розділ Італії). Муфту виготовляли з дорогих тканин з підкладкою з хутра або оксамиту. Зовні на муфті можна було побачити зображення гербів. При дворі короля Франциска I муфта називалася фр. contenance (від contenance — «ємність») та bonne grâce («витонченість»). У Франції останньої третини XVI століття муфта стає елементом і чоловічого гардероба.
Одне зі збережених ранніх зображень муфт міститься в «Книзі національних костюмів» Чезаре Вечелліо, створеної у Венеції в 1599 році. У Венеції муфту в ті часи називали manizza. До того часу муфта використовувалася вже в усій Італії.
У XVII столітті муфти з'явилися в Російському царстві. Слово муфта походить від нідерландського слова mouwtje, що вказує на роль голландців в її поширенні в період правління Петра I.
До початку XVIII століття муфта зменшилася в розмірах та вишукано прикрашалася. Найбільше поширення цього виробу припало на другу половину XVIII століття, коли муфти рік від року збільшувалися в розмірі. Збереглися відомості про те, що у Венеції чоловіки носили плащі з капюшонами разом з муфтами з хутра норки і лисиці.
Невеликі жіночі муфти починають збільшуватися з 1780 року і досягають максимальних розмірів в 1820 році. Протягом XIX століття муфточка, зменшившись у розмірах, перетворився у модний аксесуар жіночого одягу, а чоловічі муфти практично вийшли з ужитку. Прикладом модниці з муфтою може служити героїня відомої картини Крамського (1883).
У XX столітті жіночі муфти, деякий час забуті, повернулися в моду в Італії у 1911-12 роках, а в Росії напередодні революції. Муфта як аксесуар остаточно вийшла з вживання в міжвоєнний період (1920-і та 1930-і роки) у міру поширення теплого автомобільного транспорту.